# Chabab Riadhi Baladiat Mazouna
 (novembre 2022).
La mise en forme du texte ne suit pas les recommandations de Wikipédia : il faut le « wikifier ».
Les points d'amélioration suivants sont les cas les plus fréquents. Le détail des points à revoir est peut-être précisé sur la page de discussion.
- Les titres sont pré-formatés par le logiciel. Ils ne sont ni en capitales, ni en gras.
- Le texte ne doit pas être écrit en capitales (les noms de famille non plus), ni en gras, ni en italique, ni en « petit »…
- Le gras n'est utilisé que pour surligner le titre de l'article dans l'introduction, une seule fois.
- L'italique est rarement utilisé : mots en langue étrangère, titres d'œuvres, noms de bateaux, etc.
- Les citations ne sont pas en italique mais en corps de texte normal. Elles sont entourées par des guillemets français : « et ».
- Les listes à puces sont à éviter, des paragraphes rédigés étant largement préférés. Les tableaux sont à réserver à la présentation de données structurées (résultats, etc.).
- Les appels de note de bas de page (petits chiffres en exposant, introduits par l'outil «  Source ») sont à placer entre la fin de phrase et le point final[comme ça].
- Les liens internes (vers d'autres articles de Wikipédia) sont à choisir avec parcimonie. Créez des liens vers des articles approfondissant le sujet. Les termes génériques sans rapport avec le sujet sont à éviter, ainsi que les répétitions de liens vers un même terme.
- Les liens externes sont à placer uniquement dans une section « Liens externes », à la fin de l'article. Ces liens sont à choisir avec parcimonie suivant les règles définies. Si un lien sert de source à l'article, son insertion dans le texte est à faire par les notes de bas de page.
- La présentation des références doit suivre les conventions bibliographiques. Il est recommandé d'utiliser les modèles {{Ouvrage}}, {{Chapitre}}, {{Article}}, {{Lien web}} et/ou {{Bibliographie}}. Le mode d'édition visuel peut mettre en forme automatiquement les références.
- Insérer une infobox (cadre d'informations à droite) n'est pas obligatoire pour parachever la mise en page.

Pour une aide détaillée, merci de consulter Aide:Wikification.
Si vous pensez que ces points ont été résolus, vous pouvez retirer ce bandeau et améliorer la mise en forme d'un autre article.
Maillots
Dernière mise à jour : 18 mai 2020.
Le Chabab Riadhi Baladiat Mazouna (en arabe : الشباب الرياضي لبلدية مازونة), plus couramment abrégé en CRB Mazouna ou encore en CRBM, est un club algérien de football fondé en 1968 et basé dans la ville de Mazouna, dans la Wilaya de Relizane.

## Histoire
- Le Chabab Riadhi Baladiat Mazouna a participé pour la première fois en championnat de la Ligue d'Oran de Football lors de la saison 1968-1969 dans le groupe B (l'appellation de cette division ; troisième division à l'époque). Le CRB Mazouna s'est classé 2e avec 47 points, 20 matches joués, 11 gagnés, 5 nuls et 4 défaites[1].
- Le premier match officiel dans histoire du club s'est fait en 1968 au stade Communal d'Ain Fekan (Mascara) contre Espérance Sportive d'Ain Fekan (score final 2-2).
- Leclub n'a jamais joué un match de champion's league .
- Le club a évolué par le passé dans les championnats algériens de Division 2 et Division 3.

## Identité du club

### Logo et couleurs
Depuis la fondation du Chabab Riadhi Baladiat Mazouna en 1968, ses couleurs sont toujours le Jaune et le Vert.

Logo actuel

## Parcours

### Classement en championnat par année
- 1968-69 : D6, Troisième Division, Groupe B 2e
- 1969-70 : D5, Deuxième Division Ouest, Groupe A 8e
- 1970-71 : D?, ?e Ouest, ?e
- 1971-72 : D?, ?e Ouest, ?e
- 1972-73 : D?, ?e Ouest, ?e
- 1973-74 : D?, ?e Ouest, ?e
- 1974-75 : D?, ?e Ouest, ?e
- 1975-76 : D?, ?e Ouest, ?e
- 1976-77 : D?, ?e Ouest, ?e
- 1977-78 : D?, ?e Ouest, ?e
- 1978-79 : D?, ?e Ouest, ?e
- 1979-80 : D?, ?e Ouest, ?e
- 1980-81 : D?, ?e Ouest, ?e
- 1981-82 : D?, ?e Ouest, ?e
- 1982-83 : D?, ?e Ouest, ?e
- 1983-84 : D?, ?e Ouest, ?e
- 1984-85 : D?, ?e Ouest, ?e
- 1985-86 : D?, ?e Ouest, ?e
- 1986-87 : D?, ?e Ouest, ?e
- 1987-88 : D?, ?e Ouest, ?e
- 1988-89 : D?, ?e Ouest, ?e
- 1989-90 : D?, ?e Ouest, ?e
- 1990-91 : D?, ?e Ouest, ?e
- 1991-92 : D?, ?e Ouest, ?e
- 1992-93 : D?, ?e Ouest, ?e
- 1993-94 : D3, Régional Ouest , 1re
- 1994-95 : D2, 2e Division Gr.Ouest , 10e
- 1995-96 : D2, 2e Division Gr.Ouest , 3e
- 1996-97 : D2, 2e Division Gr.Ouest , 9e
- 1997-98 : D2, 2e Division Gr.Ouest , 11e
- 1998-99 : D2, 2e Division Gr.Ouest , 10e
- 1999-00 : D3, Régional Ouest , 7e
- 2000-01 : D3, Régional Ouest, 13e
- 2001-02: D3, Régional 1 Ouest, ?e
- 2002-03 : D4, R2 groupe 1 Ouest, 12e
- 2003-04 : D4, R2 LRF Oran, ?e
- 2004-05 : D5, R2 LRF Oran, ?e
- 2005-06 : D?, R? LRF Oran, ?e
- 2006-07 : D?, R? LRF Oran, ?e
- 2007-08 : D?, R? LRF Oran, ?e
- 2008-09 : D?, R? LRF Oran, ?e
- 2009-10 : D?, R? LRF Oran, ?e
- 2010-11 : D?, R? LRF Oran, ?e
- 2011-12 : D?, R? LRF Oran, ?e
- 2012-13 : D?, R? LRF Oran, ?e
- 2013-14 : D5, R1 LRF Oran, ?e
- 2014-15 : D?, R? LRF Oran, ?e
- 2015-16 : D?, R? LRF Oran, ?e
- 2016-17 : D?, R? LRF Oran, ?e
- 2017-18 : D?, R? LRF Oran, ?e
- 2018-19 : D?, R? LRF Oran, ?e
- 2019-20 : D?, R? LRF Oran, ?e
- 2020-21 : D?, R? LRF Oran, ?e
- 2021-22 : D4, R1 LRF Oran, 10e
- 2022-23 : D5, R2 groupe A LRF Oran, 1re
- 2023-24 : D4, R1 LRF Oran, ?e
- 2024-25 : D4, R1 LRF Oran, ?e

- Faits marquants : Durant la saison 2014-2015 : le crb mazouna a subi une grande défaite dans leur histoire , exactement le vendredi 17 janvier 2014 a 15h00 au stade de son adversaire du jour-j : le JRB Sidi Brahim (Sidi Bel-Abbès) avec un score historique de douze a zéro (12-00) .

### Parcours du CRB Mazouna en coupe d'Algérie
| Saison  | Tour        | Matchs         | Résultats |
| ------- | ----------- | -------------- | --------- |
| 1968-69 | ?e T.R      |                | ?         |
| 1969-70 | 1/64 finale | USM Oran       | 2-0       |
| 1970-71 | ?e T.R      |                | ?         |
| 1971-72 | ?           | ?              | ?         |
| 1972-73 | ?           | ?              | ?         |
| 1973-74 | ?           | ?              | ?         |
| 1974-75 | ?           | ?              | ?         |
| 1975-76 | ?           | ?              | ?         |
| 1976-77 | ?           | ?              | ?         |
| 1977-78 | ?           | ?              | ?         |
| 1978-79 | ?           | ?              | ?         |
| 1979-80 | ?           | ?              | ?         |
| 1980-81 | ?           | ?              | ?         |
| 1981-82 | ?           | ?              | ?         |
| 1982-83 | ?           | ?              | ?         |
| 1983-84 | ?           | ?              | ?         |
| 1984-85 | ?           | ?              | ?         |
| 1985-86 | ?           | ?              | ?         |
| 1986-87 | ?           | ?              | ?         |
| 1987-88 | ?           | ?              | ?         |
| 1988-89 | ?           | ?              | ?         |
| 1989-90 | N.J         | N.J            | N.J       |
| 1990-91 | ?           | ?              | ?         |
| 1991-92 | ?           | ?              | ?         |
| 1992-93 | N.J         | N.J            | N.J       |
| 1993-94 | ?           | ?              | ?         |
| 1994-95 | 1/8 finale  | IRB Khenchela  | 1-0       |
| 1995-96 | 1/16 finale | ES Collo       | 1-0       |
| 1996-97 | ?           | ?              | ?         |
| 1997-98 | ?           | ?              | ?         |
| 1998-99 | ?           | ?              | ?         |
| 1999-00 | 1/16 finale | NA Hussein Dey | 4-1       |
| 2000-01 | ?           | ?              | ?         |
| 2001-02 | 1/64 finale | USM Bel Abbès  | ?         |
| 2002-03 | ?           | ?              | ?         |
| 2003-04 | ?           | ?              | ?         |
| 2004-05 | ?           | ?              | ?         |
| 2005-06 | ?           | ?              | ?         |
| 2006-07 | ?           | ?              | ?         |
| 2007-08 | ?           | ?              | ?         |
| 2008-09 | ?           | ?              | ?         |
| 2009-10 | ?           | ?              | ?         |
| 2010-11 | ?           | ?              | ?         |
| 2011-12 | ?           | ?              | ?         |
| 2012-13 | 1/32 finale | HAMR Annaba    | 1-0       |
| 2013-14 | ?           | ?              | ?         |
| 2014-15 | ?           | ?              | ?         |
| 2015-16 | ?           | ?              | ?         |
| 2016-17 | ?           | ?              | ?         |
| 2017-18 | ?           | ?              | ?         |
| 2018-19 | 1re T.R     | ASB Zemmora    | ?         |
| 2019-20 | ?           | ?              | ?         |